# Девід Огілві
Девід Огілві (англ. David MacKenzie Ógilvy; 24 червня 1911 р., Англія — 21 липня 1999) — рекламіст, копірайтер, засновник рекламних агентств «Ogilvy & Mather», «Ógilvy PR». Велике число людей визнає Девіда Огілві «батьком реклами». 1962 року американський журнал «Time» схарактеризував його як «найвідомішого чарівника сучасної рекламної індустрії». Він є командором Ордену Британської Імперії. 1977 року увійшов у Зал Слави реклами США.

## Ранні роки (1911—1938)
Девід Макензі Огілві (David Mackenzie Ogilvy) народився 23 червня 1911 року у західному Хорслі (West Horsley, Surrey; Англія). Його мати, Дороті Блоу Фейрфільд (Dorothy Blow Fairfield), була ірландкою. Його батько, Френсіс Джон Лонглей Огілві (Francis John Longley Ogilvy, 1867—1943) походив від гельськомовних шотландських гірян, був фінансовим брокером.
Огілві відвідував школу святого Кіпріана в Істбурні, де сума оплати була зменшеною, зважаючи на скрутний фінансовий стан батька. У тринадцятирічному віці він отримав стипендію на навчання в коледжі Fettes, у Единбурзі. 1929 року, він знову отримав стипендію, цього разу в History to Christ Church, Оксфорд. Без стипендії він не мав змоги відвідувати Fettes чи Оксфордський університет через складне положення бізнесу його батька, на який значною мірою вплинула депресія з 1920 рр. Проте, його навчання не увінчалося успіхом, таким чином, він покинув Оксфорд задля Парижу в 1931 році, де почав працювати помічником кухаря у готелі (Majestic Hotel). За рік він повертається в Шотландію, де починає продавати кухонні плити «від дверей до дверей», тобто працює комівояжером. Успіх у цій справі відзначив його в очах роботодавця, Огілві попросили написати інструкцію «Теорія та практика продажу плит», для інших продавців. Через 30 років редактори журналу «Фортуна» (Fortune) назвали її найкращим існуючим керівництвом з продажу коли-небудь написаного. Побачивши інструкцію, старший брат Френсіс Огіві — батько актора Іана Огілві — показав їх керівництву рекламного агентства Mather & Crowther, в якому він працював у Лондоні. Вони запропонували молодшому Огілві роботу діловода.

## Коли Огілві «відчув смак крові»
Провівши лише декілька місяців у рекламі, Огілві обрав принципово новий напрямок. У агентство звернувся чоловік, котрий бажав прорекламувати відкриття свого готелю. Оскільки він планував витратити лише 500 доларів, то звернувся до новачка, Девіда Огілві. Огілві придбав на всю суму поштових листівок і відправив запрошення кожному, кого знайшов у місцевому телефонному довіднику. Готель був відкритий з аншлагом. «Я відчув смак крові» («I had tasted blood»), так говорить про цей час Огілві у своєму зізнанні. Цей інцидент приводить його до розуміння важливості прямої реклами, його "секретної зброї, як він називає її в книзі «Огілві про рекламу» (Ogilvy on Advertising).

### Геллап (Gallup) (1938—1948)
У 1938, Огілві переконав своє агентство відправити його до США на рік, там він розпочав працювати в Інституті Дослідження Аудиторії Джорджа Геллапа (Нью-Джерсі). Огілві цитує Геллапа як одного з ключових чинників впливу на його мислення, — віддання переваги ретельним дослідницьким методам, а також орієнтація на реальність. Під час Другої світової війни, Огілві працював у службі розвідки Британії, безпосередньо у посольстві (Вашингтон, Колумбія). Там він аналізував та розробляв рекомендації з питань дипломатії та безпеки. Воєнна психологічна рада Ейзенхауера прийняла його розробки, та успішно впровадила пропозиції Огілві у роботі в Європі упродовж останнього року війни. Після війни, Огілві придбав ферму в графстві Ланкастер (Lancaster County, Pennsylvania) та оселився там серед амішів. Атмосфера «спокою, достатку та задоволення» тримала Огілві та його дружину в Пенсильванії декілька років, але в підсумку, визнавши свою обмеженість обставинами як фермера, вони переїхали до Мангеттену.

### Ogilvy & Mather (1949—1973)
Попрацювавши як шеф-кухар, дослідник та фермер, Огілві започатковує своє власне рекламне агентство за підтримки Mather and Crowther, яке на той час вів його старший брат, Френсіс, пізніше він придбав інше агентство у Лондоні — S.H. Benson. Нове агентство в Нью-Йорку отримало назву Ogilvy, Benson, and Mather. Девід Огілві мав лише 6000$ на рахунку, коли він запустив роботу агентства. У сповіді рекламіста він пише, що на початковому етапі бився щосили, щоб отримати клієнтів. Огілві говорив (з посиланням на британського піонера реклами Боббі Бевана, голову Benson): «Я був у захваті від нього, але Беван ніколи не звертав на мене увагу!». Однак, пізніше вони зустрілися.
Ogilvy & Mather було побудоване на принципах засновника, зокрема: функція реклами — продавати, успішна реклама будь-якого продукту базується на інформації про її споживача. Його входження до компанії-гіганта стартувало з декількох знакових рекламних кампаній. «Людина в сорочці Hathaway», «Людина з Schweppes тут», знаменитий заголовок в автомобільному бізнесі «На швидкості 60 миль на годину, найгучніший шум у цьому новому Ролс-Ройсі виходить від електронного годинника». «Пабло Касалс повертається додому — в Пуерто Рико» (допомогла змінити імідж країни). Один з найбільших його успіхів — Dove (1/4 зволожувального крему). Ця кампанія підійняла мило Dove у топ продаж США.
Огілві вважав, що найкращим шляхом, для отримання нових клієнтів, є розробка помітних робіт для вже існуючих клієнтів. Саме успіх його ранніх кампаній допоміг Ogilvy отримати великих клієнтів, таких як Rolls-Royce і Shell. Число нових клієнтів продовжувало зростати і агентство швидко росло.
У 1973 році він вийшов у відставку як голова Ogilvy & Mather і переїхав до Touffou (Франція). Попри те, що він більше не залучений у щоденній роботі агентства, він не втрачає контакту з ним. Його листування великою мірою збільшило обсяг пошти, що оброблялася в сусідньому місті Бон, у зв'язку з цим, поштове відділення перекваліфікували до вищого статусу, а працівникам підвищили заробітну плату.

## Робота з WPP та після (1989—1999)
Огілві вийшов з відставки в 1980-х роках як голова Ogilvy, Benson, & Mather в Індії. Рік провів, виступаючи як тимчасовий голова в німецькому офісі агентства. У цей час він побував у філіях компанії в усьому світі та продовжував представляти Ogilvy & Mather на зборах клієнтів і бізнес-аудиторії.
У 1989 році Ogilvy Group була куплена WPP Group, за 864 млн доларів. Ця ситуація була нічим іншим як захопленням. Виконуючи ці процедури, сер Мартін Сорелл, засновник WPP, який вже мав сумнівну репутацію в рекламній індустрії після аналогічного успішного захоплення, був описаний Огілві як «маленьке одіозне лайно», він зарікся не продовжувати роботу. WPP стала компанією найбільших маркетингових комунікацій у світі, Девіда Огілві призначили на посаду невиконавчого голови компанії (цей пост він обіймав упродовж трьох років). Зрештою, він став шанувальником містера Сорелла. Лист з вибаченнями від Ogilvy прикрашає офіс Соррела. Пройшов лише рік від його принизливих коментарів, де він говорив «коли він намагався загарбати собі нашу компанію, я б віддав перевагу, щоб його вбили. Але це було незаконно. Шкода, що я не познайомився з ним 40 років тому. Зараз він мені надзвичайно подобається».
У 75-річному віці, Огілві запитали, чи залежало те, що він завжди хотів, від нього самого. Він відповів: «Лицарство. Велика родина — десять дітей…». Його єдина дитина народилася у першому шлюбі. Проте, цей шлюб, як і наступний, закінчився розлученням.
Він не здобув лицарства, натомість був нагородженим кавалером ордена Британської імперії у 1967 році. Його обрали до Зали Рекламної слави США у 1977 році, а також до Французького Order of Arts and letters у 1990 році. Він очолював комітет громадської участі для Центру Лінкольна в Мангеттені. Його призначили головою United Negro College Fund в 1968 році, його діяльність стосувалася Виконавчої ради Всесвітнього фонду дикої природи (World Wildlife Fund 1975 рр.)
Девід Огілві помер 21 липня 1999 у своєму будинку, Шато-де Touffou, Франція. Ogilvy залишається одним з найвідоміших імен у рекламі та вважається одним з домінуючих мислителів, поряд з Raymond Rubicam, Leo Burnett, Вільям Бернбах і Россер Рівз.

## Роботи
Його книга «Огілві про рекламу» є загальним коментарем на рекламу і не всі оголошення показані в книзі, належать йому. На початку 2004 року журнал Adweek запитав людей у бізнесі «Які особи — живі або мертві — ви вважаєте, зробили професійну кар'єру в рекламі?» Огілві очолив список. Той же результат отримали, коли опитали студентів. Його бестселер «Зізнання рекламіста» (ISBN 1-904915-01-9) є однією з найпопулярніших і найвідоміших книг з реклами. Він ніколи не недооцінював значення дослідження в рекламі, відкривши власне агентство в 1952 році, оголосив себе директором досліджень. Є автором декількох навчальних програм з реклами. Йому характерний сильний акцент на «великій ідеї».
Девіз: «У сучасному світі марно бути творчим, оригінальним мислителем, якщо ви не можете продати те, що створюєте».